# Caiophora contorta
Caiophora contorta là một loài thực vật có hoa trong họ Loasaceae. Loài này được (Desr.) C.Presl mô tả khoa học đầu tiên năm 1831.